# Gömöri Pál
Gömöri Pál (Budapest, Erzsébetváros, 1905. február 26. – Budapest, 1973. szeptember 20.) Kossuth-díjas orvos, belgyógyász, az orvostudomány doktora, a Magyar Tudományos Akadémia rendes tagja. Klinikai orvostudományi kutatásai főként a belgyógyászati angiológiára, az érrendszerben fellépő kóros elváltozások (magas vérnyomás, cukorbetegség stb.) kóroktani vizsgálatára és terápiás kezelésére, valamint a nefrológiára, a veseműködés zavarainak patogenezisére, belgyógyászati összefüggéseire és gyógyítására irányultak. 1949-től 1958-ig vezette a Budapesti Orvostudományi Egyetem és jogelődje III. számú, 1958-tól haláláig II. számú belgyógyászati klinikáját.

## Életútja
Gömöri Győző Ábrahám (1870–1955) magánhivatalnok, biztosítóintézeti igazgató és Kolhanek Jozefa Erzsébet (1880–1944) fia. A cisztercita rend budapesti Szent Imre Gimnáziumának elvégzése után a Pázmány Péter Tudományegyetem orvosi karára iratkozott be. Tanulmányai alatt, 1924–1925-ben az egyetemi kémiai intézet, 1925–1930-ban pedig az élettani intézet gyakornoka volt. 1930-ban megszerezte orvosi oklevelét, és tanársegédként elhelyezkedett az egyetem I. számú belgyógyászati klinikáján. 1933-ban belgyógyász szakorvosi képesítést szerzett, majd 1933–1934-ben állami ösztöndíjasként berlini, frankfurti és lipcsei klinikákon végzett tanulmányokat. Budapestre visszatérve folytatta oktató- és kutatómunkáját a belgyógyászati klinikán, amelynek 1944–1946-ban megbízott vezetője is volt. 1945-ben a vese- és szívbetegségek magántanárává habilitált, egyúttal adjunktussá lépett elő.
1949-ben címzetes nyilvános rendkívüli tanári címmel kinevezték az orvosi kar III. számú belgyógyászati klinikájának vezetőjévé. A Budapesti Orvostudományi Egyetem önállósodása, 1951 után tanszékvezető egyetemi tanári címmel vezette az intézetet, egyúttal a később az Országos Traumatológiai Intézetnek is otthont adó ún. Koltói-klinikák épületigazgatója volt. 1959-től haláláig a II. számú belgyógyászati klinika igazgatói posztját töltötte be, ezzel párhuzamosan 1969-től az Országos Belgyógyászati Intézet igazgatója volt.

## Munkássága
Orvosi tevékenysége és klinikai munkája elsősorban a belgyógyászati angiológiára (értan) és nefrológiára (vesetan), a vérkeringés, az érrendszer rendellenességeire, a vesebetegségek és az anyagcserezavarok patogenezisére, valamint ezek terápiás kezelésére irányultak.
Számottevő eredményeket ért el a magas vérnyomásra, az angina pectorisra – a szívizom oxigénhiányos állapota miatt fellépő szívtáji fájdalomra – vonatkozó kutatásaival. A klinikai gyakorlatban Magyarországon elsőként igazolta a heparin terápiás alkalmazásának jelentőségét a vérrögképződés megakadályozásában. Foglalkozott a véráram kloridszintjének csökkenésével (hypochloraemia) és nem fehérjeeredetű nitrogénszintjének megemelkedésével (azotaemia), a cukorbetegséggel és az ödémákkal. E rendellenességek tanulmányozásakor rámutatott a veseműködéssel való kóroktani összefüggésekre, de átfogóan is vizsgálta a veseelégtelenség, a vesemedence-gyulladás és az urémia (húgyvérűség) patogenezisét. Az anyagcserére vonatkozó kutatásai során Magyarországon az elsők között tanulmányozta az emberi szervezet só- és vízháztartási zavarait.
1952-ben nyerte el az orvostudomány doktora fokozatot. Első akadémiai székfoglalójában a magas vérnyomásra vonatkozó kóroktani kutatásait foglalta össze (A malignus hypertonia patogenezisének és terápiájának kérdése, 1955), a másodikat pedig a sokk előidézte vese- és keringési elégtelenség kérdéskörének szentelte (Haemodynamikai és vesepathológiai problémák sokkban, 1965).
Tudományszervezői és tudománypolitikai tevékenysége szintén jelentős, közreműködött a magyarországi klinikopatológiai konferenciasorozat elindításában és szervezésében. Könyvei mellett pályája során mintegy kétszázötven dolgozata jelent meg, 1955-től alapító főszerkesztője volt a Magyar Belorvosi Archívum című folyóiratnak.

### Társasági tagságai és elismerései
1954-ben a Magyar Tudományos Akadémia levelező, 1965-ben rendes tagjává választották. 1955-től 1959-ig az MTA V. Biológiai és Orvosi Tudományok Osztályának, 1967-től 1970-ig az V. Orvosi Tudományok Osztályának titkári teendőit látta el, 1970-től haláláig az V. osztály elnöki feladatait látta el, 1963-tól 1967-ig tagja volt a Tudományos Minősítő Bizottságnak. Megalakulásától, 1951-től részt vett az Egészségügyi Tudományos Tanács munkájában, 1968 után elnökségi tagként. 1966 és 1972 között elnökként irányította a Magyar Orvostársaságok és Egyesületek Szövetségének tevékenységét.
1961-ben tiszteleti és végrehajtó bizottsági tagja lett a Nemzetközi Angiológiai Szövetségnek (IUA), 1963-ban tiszteleti tagja a Jan Evangelista Purkyně Csehszlovák Orvostudományi Társaságnak, 1967-ben szintén tiszteleti tagja a Nemzetközi Nefrológiai Társaságnak (ISN), 1969-ben külső tagja a Szovjet Orvostudományi Akadémiának, illetve tiszteleti tagja a Német Demokratikus Köztársaság Nefrológiai Társaságának.
A víz- és sóanyagcsere kórtani kutatása kapcsán elért eredményeiért 1957-ben megkapta a Kossuth-díj III. fokozatát. 1968-ban Hőgyes Endre-, 1969-ben Korányi Sándor-, 1970-ben pedig Semmelweis-emlékéremmel tüntették ki. Ezek mellett birtokosa volt a Magyar Népköztársasági Érdemérem arany fokozatának (1950), a Magyar Népköztársasági Érdemrend V. fokozatának (1951), valamint a Munka Érdemrend arany fokozatának (1965).

## Főbb művei
- A hypochloraemiák és extrarenalis azotaemiák klinikája, pathogenesise és differential diagnosisa. Debrecen. 1939
- A cukorbetegség pathogenesiséről és therápiájáról. Budapest. 1942
- Az angina pectorisról. Budapest. 1944
- Újabb szempontok a veseműködés vizsgálatában. Budapest. 1946
- A veseműködés modern patho-physiológiája. Budapest. 1949
- A keringés elégtelensége: Kórszármazás, kórisme, kezelés. Budapest. 1950
- A cardiacumok alkalmazása. Budapest. 1951
- Belgyógyászati vesebajok és a hypertoniabetegség általános diagnosztikája és klinikuma. Budapest. 1953
- A keringés elégtelensége. Budapest. 1953
- A hypertoniabetegség néhány aktuális kérdése. Budapest. 1960
- Belgyógyászati vesebajok. Szerk. Gömöri Pál. Budapest. 1966

## További irodalom
- Gömöri Pál. Orvosi Hetilap 1973. 46. sz.
- Gábor György: Gömöri Pál. Magyar Tudomány 1974. 2. sz.